# Ring, Ring, I've Got to Sing
Ring, Ring, I've Got to Sing is een Engelstalige eigen compositie van de Belgische zanger/gitarist Ferre Grignard uit 1965. Het lied vertelt, in de eerste persoon, het verhaal van een zwarte Amerikaan die niet voor zijn land wil vechten vanwege het onrecht dat hem en zijn ras wordt aangedaan.
De eerste versie was een single, opgenomen op 16 september 1965 in café "De Muze" in Antwerpen. De single, die alleen aan de bar van het café verkocht werd, was geperst in een oplage van 500. 'Ring, Ring' was de B-kant, op de A-kant stond 'Maureen'.
In 1966 werd het nummer door Philips uitgebracht zowel op single als op een EP.
Het nummer bereikte een tiende plaats in de Belgische top 30 waarin het acht weken verbleef. In Nederland bereikte het nummer de 15e plaats en verbleef 6 weken in de hitparade.
De B-kant van de single heette We Want War. Bij een herdruk verscheen het nummer samen met My Crucified Jesus op single.

## Meewerkende artiesten
- Producer:
- Muzikanten:
  - Emilius Fingertips (wasbord)
  - Ferre Grignard (gitaar, zang)
  - George Smits (gitaar, mondharmonica)
  - Johan Koopmans (contrabas)

## NPO Radio 2 Top 2000
| Nummer met noteringen in de NPO Radio 2 Top 2000 | '00 | '01  | '02  | '03  | '04  | '05  | '06  | '07  | '08  | '09  | '10  | '11  |
| ------------------------------------------------ | --- | ---- | ---- | ---- | ---- | ---- | ---- | ---- | ---- | ---- | ---- | ---- |
| Ring, Ring, I've Got to Sing                     | 968 | 1592 | 1061 | 1353 | 1259 | 1434 | 1373 | 1249 | 1314 | 1755 | 1625 | 1926 |

1. ↑  Een vetgedrukt getal geeft de hoogste notering aan.
2. ↑  2000 was het eerste jaar met een notering voor dit nummer.
3. ↑  Deze tabel is bijgewerkt tot en met de laatste editie (2024).

## Covers
- Hash Bamboo Shuffle, een Belgische tributeband van Ferre Grignard
- Irish Stew, een Nederlands folkduo uit Leeuwarden